# Lendemark Boldklub
Lendemark Boldklub var en dansk fodboldklub hjemmehørende i Lendemarke på Møn. Klubben blev stiftet den 1. august 1920 og havde sin storhedstid i 1950'erne, hvor klubben spillede fem sæsoner i 3. division med en 9.-plads som bedste placering.
I 1964 fusionerede klubben med Stege Idrætsforening og Gymnastikforeningen KVIK til Stege-Lendemark Idrætforening.